# V535 Возничего
V535 Возничего (лат. V535 Aurigae) — двойная затменная переменная звезда типа W Большой Медведицы (EW) в созвездии Возничего на расстоянии приблизительно 2312 световых лет (около 709 парсеков) от Солнца. Видимая звёздная величина звезды — от +13,17m до +12,7m. Орбитальный период — около 0,3847 суток (9,234 часов).

## Характеристики
Первый компонент — жёлтая звезда спектрального класса G. Радиус — около 1,49 солнечного, светимость — около 2,018 солнечных. Эффективная температура — около 5636 К.
Второй компонент — жёлтая звезда спектрального класса G.